# Liste der Baudenkmäler in Bamberg/Michaelsberg
Auf dieser Seite sind die Baudenkmäler in der oberfränkischen kreisfreien Stadt Bamberg zusammengestellt. Diese Tabelle ist eine Teilliste der Liste der Baudenkmäler in Bayern. Grundlage ist die Bayerische Denkmalliste, die auf Basis des Bayerischen Denkmalschutzgesetzes vom 1. Oktober 1973 erstmals erstellt wurde und seither durch das Bayerische Landesamt für Denkmalpflege geführt wird. Die folgenden Angaben ersetzen nicht die rechtsverbindliche Auskunft der Denkmalschutzbehörde.
Diese Teilliste enthält die Denkmäler im Gebiet der ehemaligen Immunität Michaelsberg gemäß der Aufteilung der Buchreihe Die Kunstdenkmäler von Bayern.
Die ehemalige Immunität Michaelsberg umfasst folgende Plätze und Straßen: Abtsberg, Abt-Wolfram-Ring, Am Leintritt, An der Kettenstraße, Andreas-Lang-Steig, Bamberger Weg, Buttenweg, Ethalweg, Ezzostraße, Frutolfstraße,
Gumboldsleite, Maienbrunnen,
Michelsberg, Multerweg, Ottobrunnen,
Ottoplatz, Peter-Schneider-Straße, Rothofweg, Sankt-Getreu-Straße, Schweinfurter Straße,
Storchsgasse, Ziegelhof.

## Baudenkmäler in der ehemaligen Immunität Michaelsberg

### Ehemalige Benediktinerabtei St. Michael

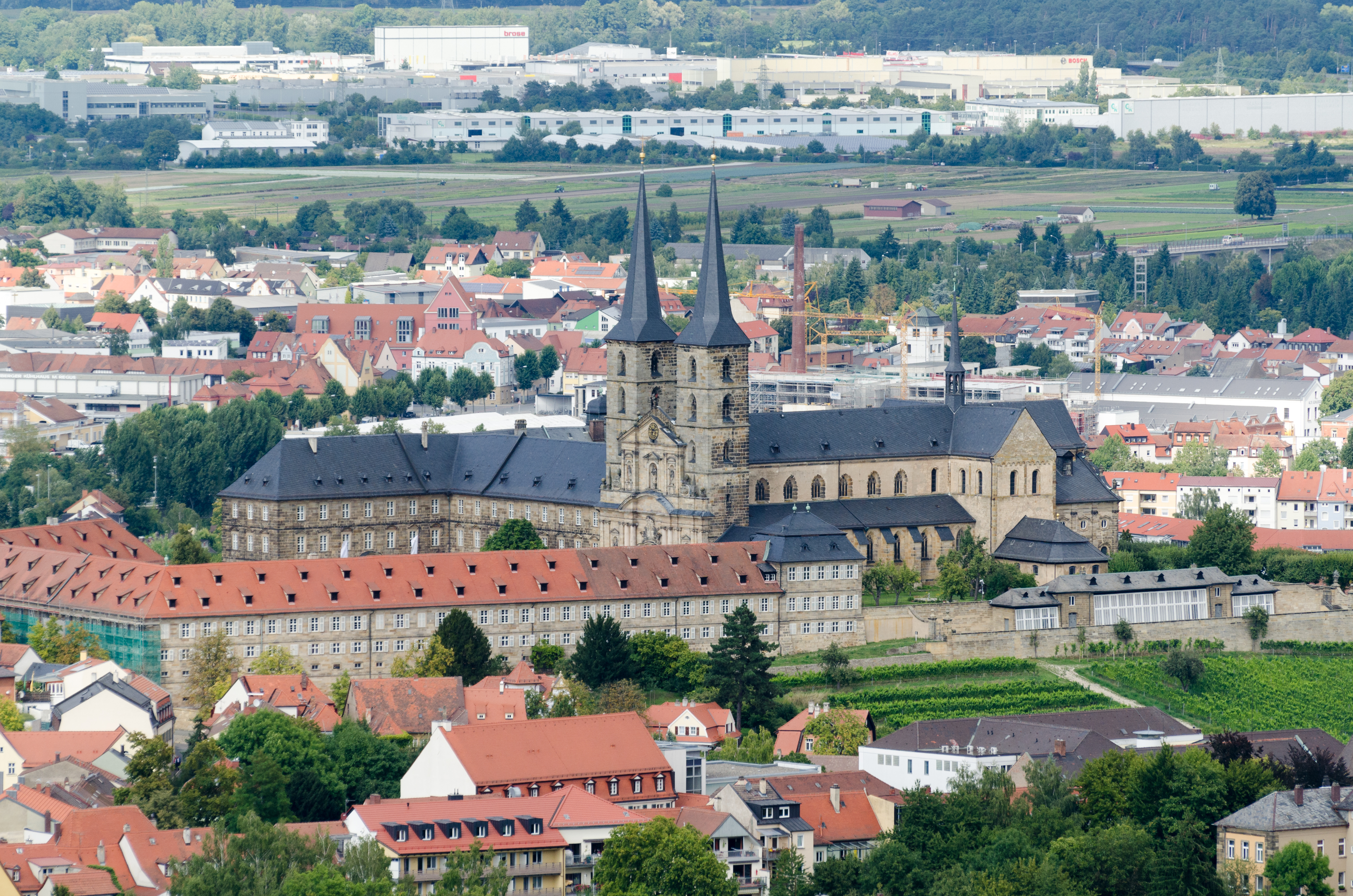
Kloster Michaelsberg, Ansicht von der Altenburg 2014

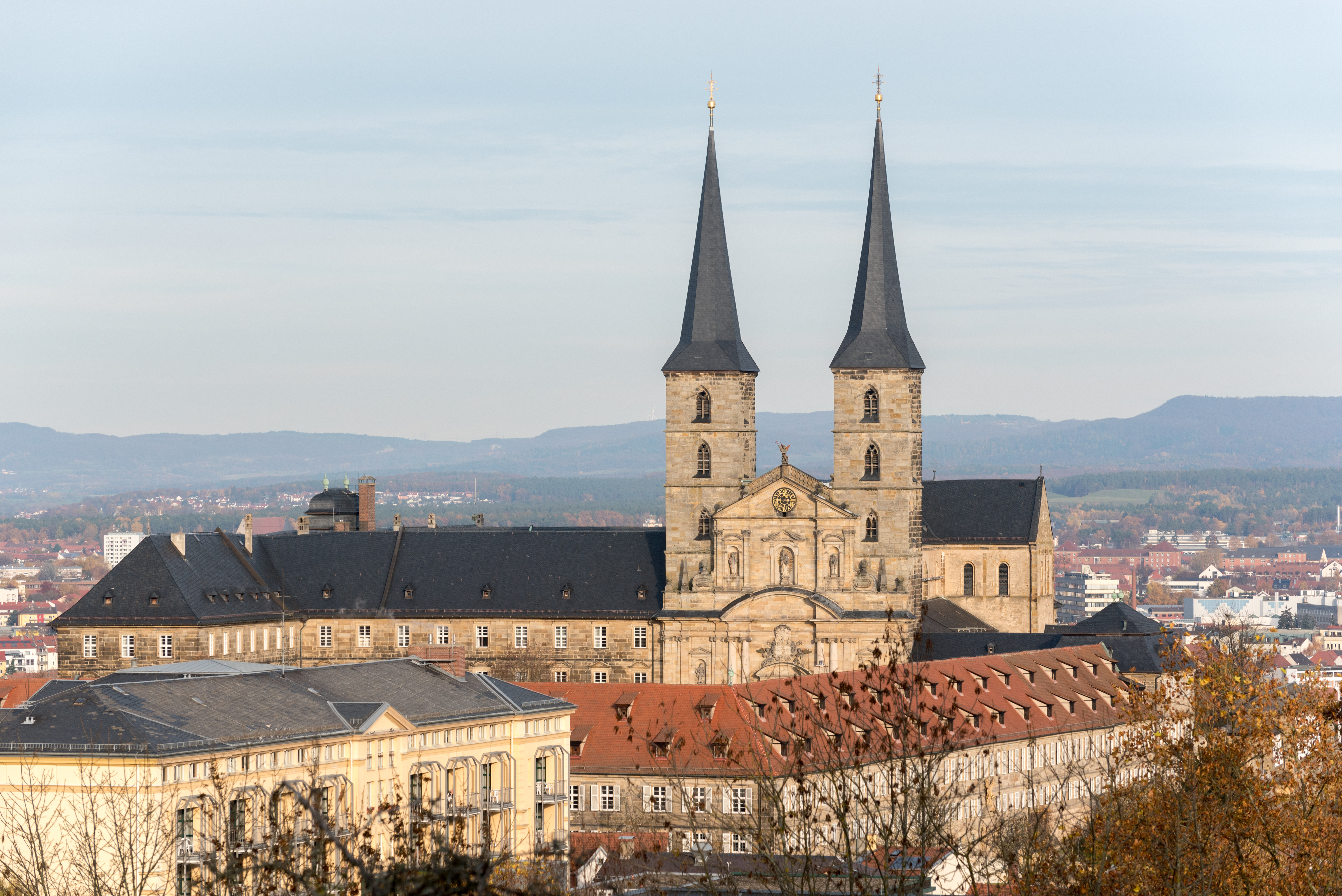
Kloster Michaelsberg, Ansicht von der Villa Remeis 2015

Die Ehemalige Benediktinerabtei St. Michael (Lage) (Bilder) wurde 1015 gegründet und 1803 säkularisiert. Darin befindet sich jetzt ein städtisches Altersheim. Die auf ein Hügelkuppe errichtete Anlage mit Sandsteinquaderbauten besteht aus Kirche, Konventsgebäuden, Wirtschaftshof und Gartenanlagen.
- Ehemalige Klosterkirche (Bilder), dreischiffige Basilika über Kreuzgrundriss, mit Satteldach und Pultdächern über den Seitenschiffen, nach Westen Doppelturmfront mit Spitzhelmen und vorgeblendeter Fassade in frühbarocken Formen über Freitreppe mit aufwendiger hochbarocker Terrasse, nach Osten Querhaus, mit südlich vorgelagerter ehem. Sepultur unter abgewalmtem Mansarddach (jetzt Heilig-Grab-Kapelle) und von zweigeschossigen Nebenchören flankierter Hauptchor mit polygonalem Abschluss, älteste sichtbare Bauteile Querhaus mit chorus major und chorus minor, romanisch, 1117ff., nachgotischer Chorschluss wohl 1583, Umgestaltung nach Brand (1610) bis 1614 Wiederaufbau der Turmfront durch Georg Niedermaier und Einwölbung des Langhauses durch Lazaro Agostino, Westfassade 1697/98 von Johann Leonhard Dientzenhofer, Freitreppe mit Terrasse 1723/24 von Johann Dientzenhofer nach Model von Johann Ulrich Moesel mit Figuren von Leonhard Gollwitzer, Chorseitenbauten 1725, Sepultur 1729, mit Ausstattung
- Konventsgebäude, vierflügelige, den annähernd quadratischen Kreuzhof bildende Anlage, dem Nordseitenschiff angefügter zweigeschossiger Novizenflügel, mit Westfront und Querhaus fluchtende Seitenflügel, dreigeschossig mit Satteldächern, nördlicher Hauptflügel dreigeschossig mit Walmdach, 1696–1702 von Johann Leonhard und ab 1707–1713 von Johann Dientzenhofer
- Vorhofumbauung mit Hof- und Wirtschaftsgebäuden auf zur Kirche hin ansteigendem Gelände: sog. Neue Abtei- und Kanzlei, südlich an die Turmfront der Kirche gefügt, kurzer dreigeschossiger Verbindungsbau mit Satteldach und dreigeschossiger Pavillon mit Mansardwalmdach, rechtwinklig daran anschließend Dreiflügelanlage aus südlichem Kanzleiflügel, westlichem Torhausflügel und nördlichem Brauereiflügel, zweigeschossige Satteldachbauten, im Westen auf hohem Sockelgeschoss, Pavillon 1726/27, übrige Bauten mit Satteldach und Ziegeldeckung 1739–1743/44 nach Plänen von Justus Heinrich Dientzenhofer (mit Korrekturen durch Balthasar Neumann 1742), Bildhauerarbeiten von Johann Peter Benkert
- Merkurbrunnen, im Vorhof, Sandsteinbecken, 1710 von Johann Dientzenhofer, Brunnenfigur, Merkur, Werkstatt des Nikolaus Resch 1699
- Mittelalterliche Klosterbefestigung, Rest eines Mauerturms mit einem kurzen Mauerstück, nordöstlich der Stirnseite des nördlichen Wirtschaftsflügels
- Konventsgarten und obere Abteigärten 1711–1731 neu gestaltet bzw. angelegt, durch Mauern und Terrassierung gegeneinander und zum Ostplateau und zur Orangerieterrasse abgegrenzt
- Unterer Abtsgarten, Reuthersberggarten, Orangerieterrasse und Ostplateau mit Einbauten vgl. Erweiterung der Gartenanlagen von St. Michael bis zur Unteren Sandstraße
- Ehemals zugehöriger Ziegelhof mit Nebengebäuden siehe Michaelsberg 37, Ziegelhof und Ottobrunnen 1

Adresse: Michelsberg 10, 10b, 10 c, 10 d, 10e, 10f. Aktennummer: D-4-61-000-1012.

### Erweiterung der Gartenanlagen des Klosters Michaelsberg

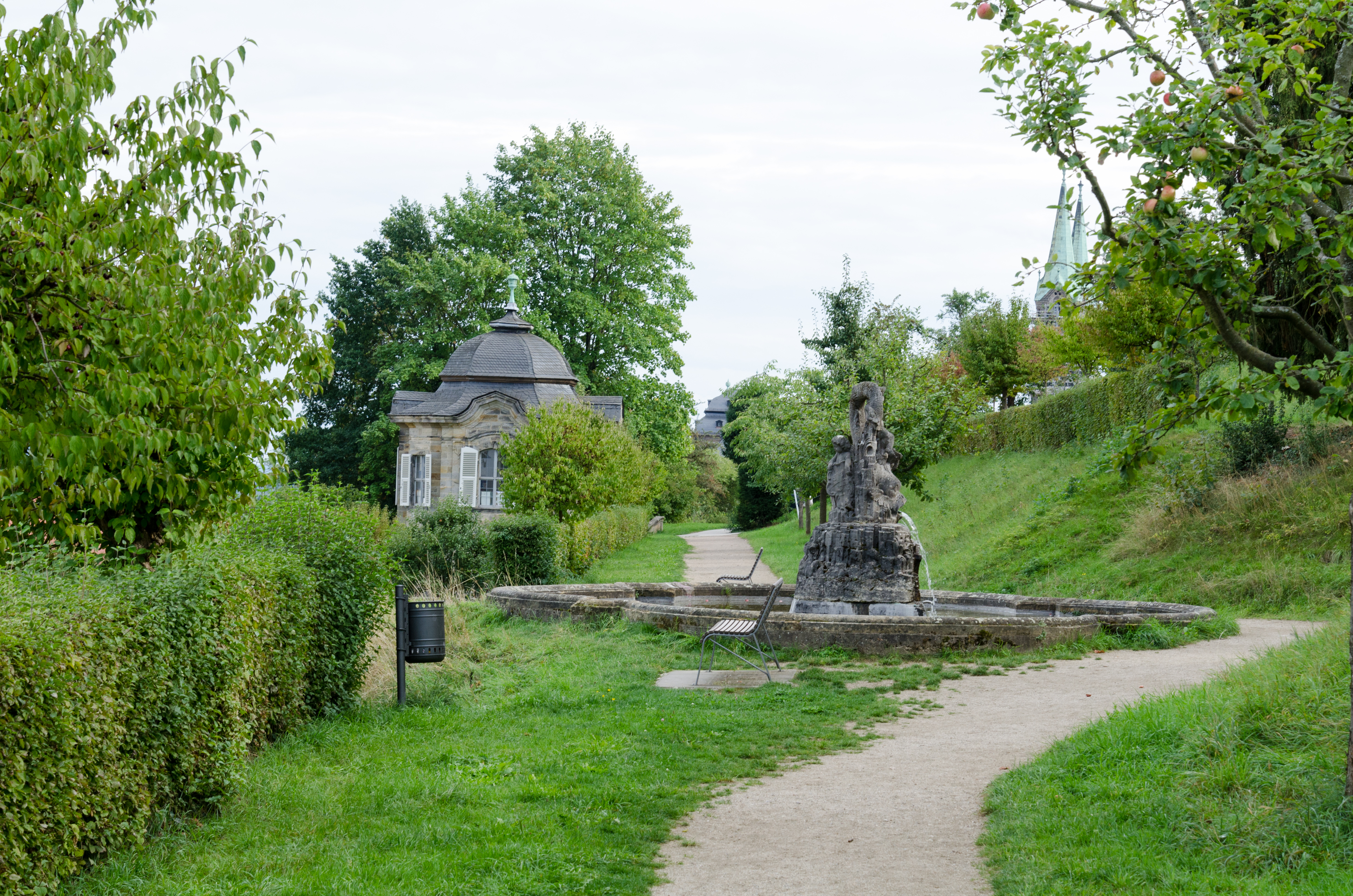
Benediktinerweg, südöstlicher Pavillon, Delfinbrunnen, 2015

Erweiterung der Gartenanlagen von St. Michael (Michaelsberg 10) (Lage) (Bilder) bis zur Unteren Sandstraße, Orangerieterrasse, Unterer Abtsgarten und Reuthersberggarten, mit Terrassierung, Mauern, Pavillons und Brunnen, Umfassungsmauern und drei Gartenpavillons am späteren Unteren Abteigarten und am Reuthersberg unter Abt Ludwig Dietz durch Balthasar Neumann, Johann Jakob Michael Küchel und Conrad Fink 1745–1752 errichtet, Gartenterrassen und hangparalleler Lindenallee auf dem Ostplateau unter Abt Gallus Brockard zwischen 1759 und 1767 von Gärtner Leopold Lieseneck vollendet, Plateaugarten im 19. Jahrhundert mehrfach umgestaltet
- Umgrenzungsmauer des Unteren Abtsgartens über der Unteren Sandstraße durch Gartenpavillons an den Ecken nach Norden und Süden betont, 1745–1752
- Sogenanntes Glashaus, Gewächshaus bzw. Orangerie, Sandsteinquaderbau mit Walmdächern aus hohem, breitem Mittelbau und niedrigen kurzen Seitenflügeln, Südfront verglast, 1746/47
- Südöstlicher Pavillon am Unteren Abtsberg, zweigeschossiger oktogonaler Sandsteinquaderbau mit Schweifkuppel, 1744, Conrad Fink zugeschrieben
- Vom gleichen Architekten im gleichen Typus der nordöstliche Pavillon am Unteren Abtsberg, 1745/46
- Unterer Pavillon im Reuthersberggarten, Sandsteinquaderbau auf querrechteckigem Grundriss, geschweiftes Walmdach, gartenseitig eingeschossig, durch Aufsetzern auf die Böschungsmauer zum Sand zweigeschossig, 1751/52, Conrad Fink zugeschrieben, Wappen des Abts Ludwig Dietz von Johann Ludwig Reuß
- Delphinbrunnen, auf der Mittelachse der Terrassen des Unteren Abtsgartens, Sandsteinbecken, Brunnensockel mit Delphinskulptur, spätestens 1767
- Trennmauer zwischen Unterem Abts- und Reuthersberggarten, vom nördlichen Gartenpavillon zum Ostplateau, Mitte 18. Jahrhundert
- Mauer mit Tor vom Ostplateau zum Orangerieterrassen bzw. zum Konventsgarten und zum Oberen Abtsgarten, Mitte 18. Jahrhundert
- Abschrankung zwischen ehemaligem Küchengarten und Ostplateau, sechs Sandsteinpfeiler mit gusseisernem Tor, um 1800
- Künstliche Ruine vor der Südmauer (siehe Ottoplatz 1)
- Klassizistischer Brunnen zur Unteren Sandstraße vor der Gartenmauer (siehe Hofwaschbrunnen)

Adresse: Michelsberg 10 d, 10e, Untere Sandstraße 51, 52. Aktennummer: D-4-61-000-700.

### Ziegelhof
Das ehemalige Gut Bubengereuth war später Ziegelhof (Lage) (Bilder) von St. Michael. Der Altbestand der Ziegelhofumbauung auf Winkelgrundriss, 15.–18. Jahrhundert umfasst folgende Gebäude.
- Ehemaliger Torbau (Michaelsberg 37), zweigeschossiger Satteldachbau, mit Durchfahrt, südlich Ladeneinbau, massiv und Fachwerk, verputzt, Erdgeschoss im Kern spätmittelalterlich, Obergeschoss um 1600 und Ende 17. Jahrhundert beim Neubau von Ziegelhof 1 mit dessen straßenseitiger Erdgeschossmauer 1956 stark überformt
- Im Winkel angebautes Eckwohnhaus (St.-Getreu-Straße 2), langgestreckter zweigeschossiger Putzbau, traufständig mit Satteldach, Massivbau, zweite Hälfte 17. Jahrhundert.
- Am Eck Figurennische mit Darstellung des Schmerzensmanns, Typus des Erbärmdechristus in rechteckiger Stabwerkrahmennische, Sandstein, spätgotisch, frühes 16. Jahrhundert, darunter in gleicher Breite rechteckige Schrifttafel mit Rollwerkrahmung, bezeichnet „1649“
- Wohl gleichzeitig und vom gleichen Bautyp das in der gleichen Straßenflucht anschließende Wohnhaus (St.-Getreu-Straße 4)
- Ehemalige Schafscheune, eingeschossiger Satteldachbau, mit traufseitiger Einfahrt unter Aufzugsgaube, Bruchstein verputzt, mit Fachwerkgiebeln, 1731
- Ehemaliges klösterliches Waschhaus (Ziegelhof 4), auf der Stützmauer zum Ottobrunnen aufsitzender Bau, zweigeschossig, Nordseite als Sandsteinquaderfront mit Mansarddach, Südseite massiv mit Fachwerkobergeschoss und Satteldach, 1718, 1951/52 Einbau von Wohnungen
- Scheune unterhalb des Ziegelhofs siehe Ottobrunnen 1

Adresse: Michelsberg 37, St.-Getreu-Straße 4, 2, Nähe Ziegelhof, Ziegelhof 4. Aktennummer: D-4-61-000-1020 (auch D-4-61-000-1218).

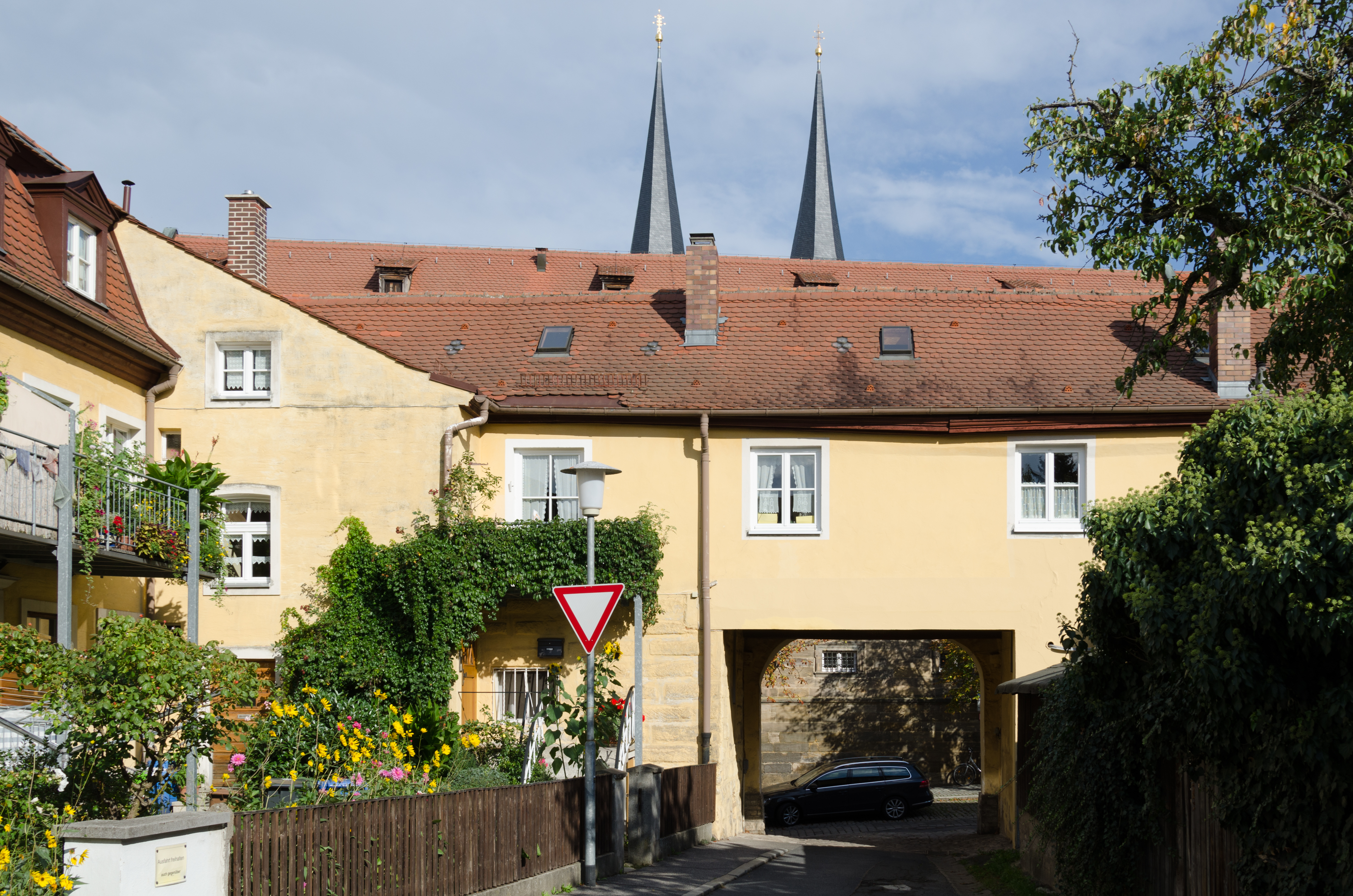
Ehemaliger Torbau Michaelsberg 37, Ansicht von Westen, 2015
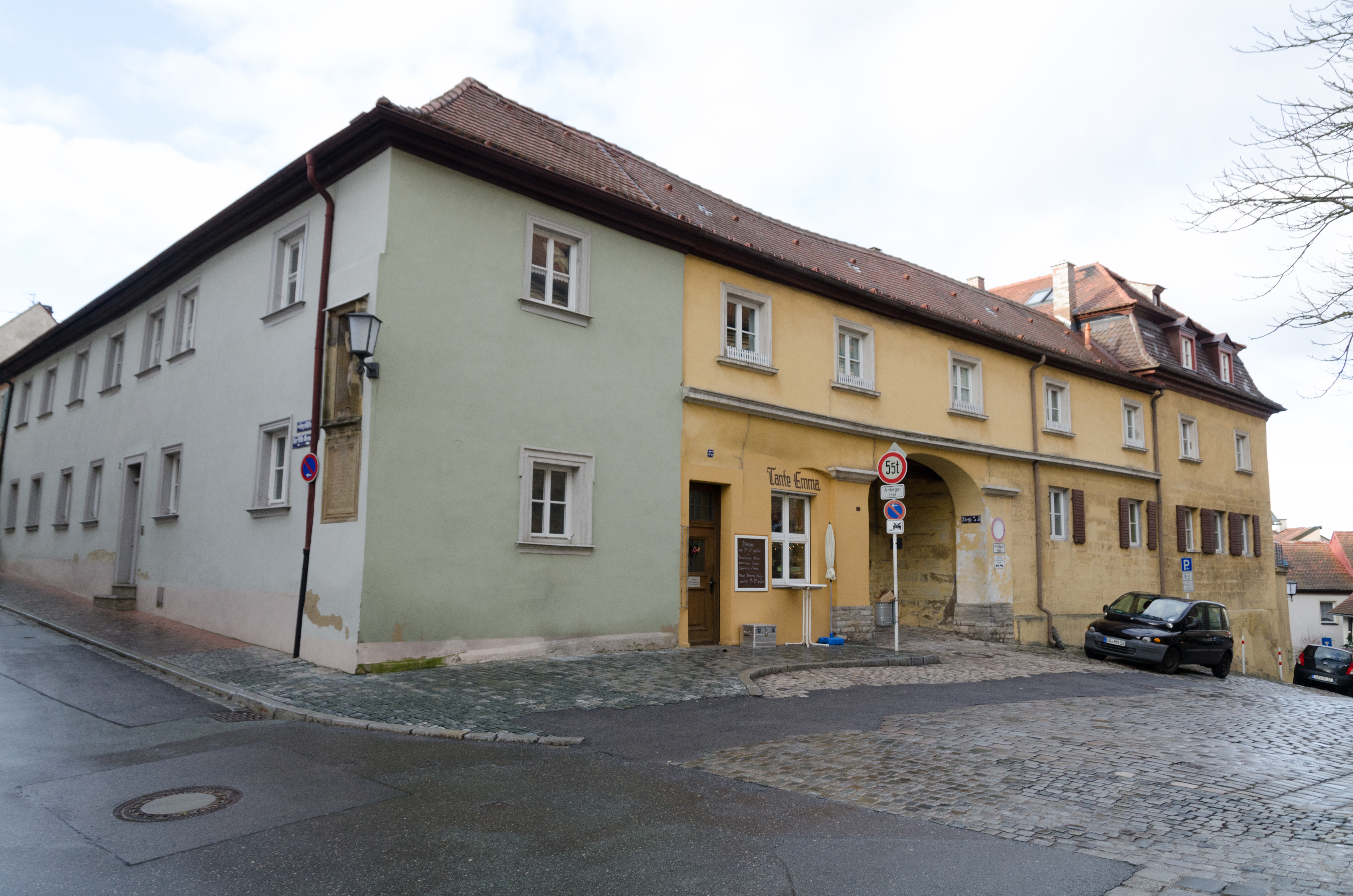
Eckwohnhaus St.-Getreu-Straße 2
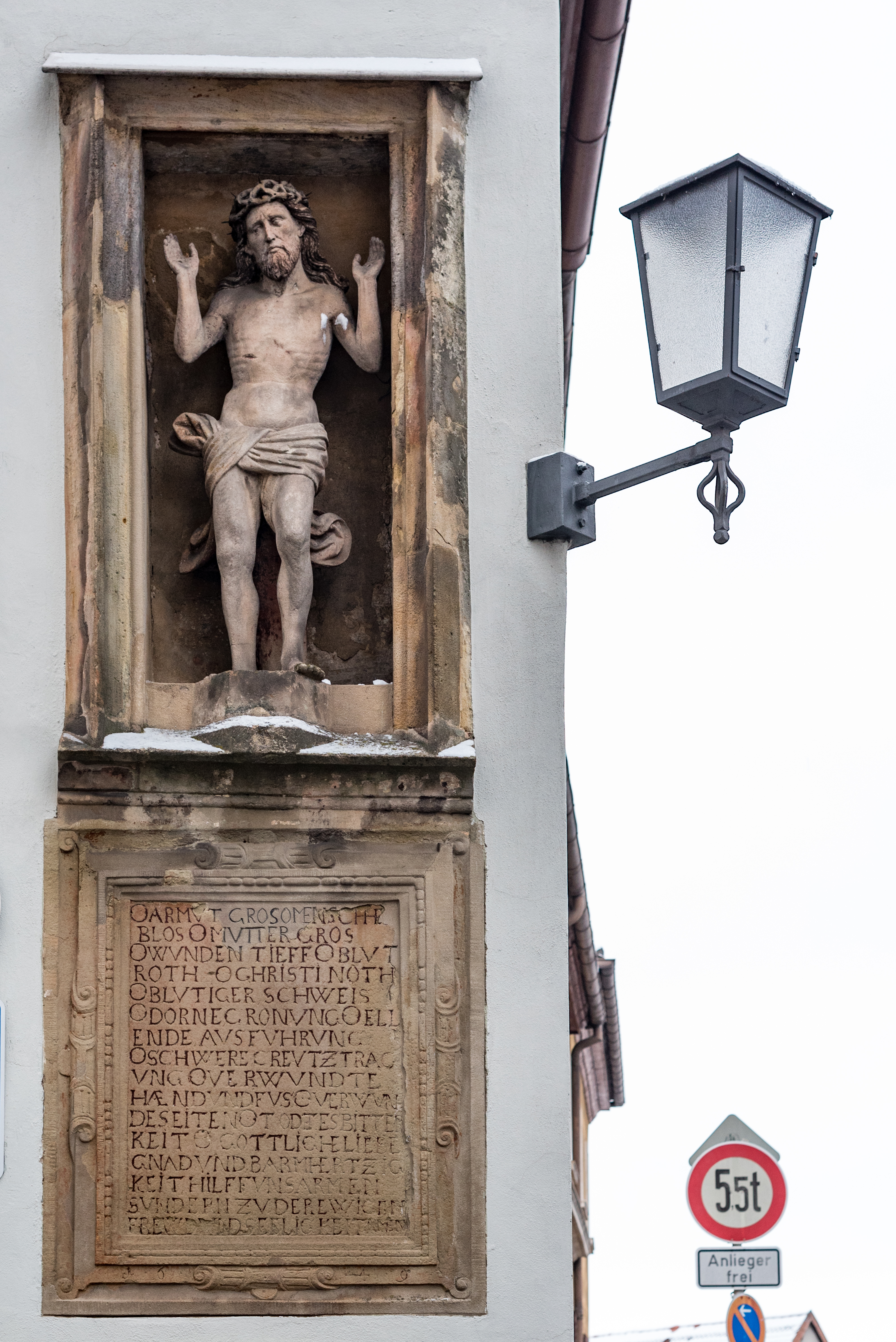
Schmerzensmann
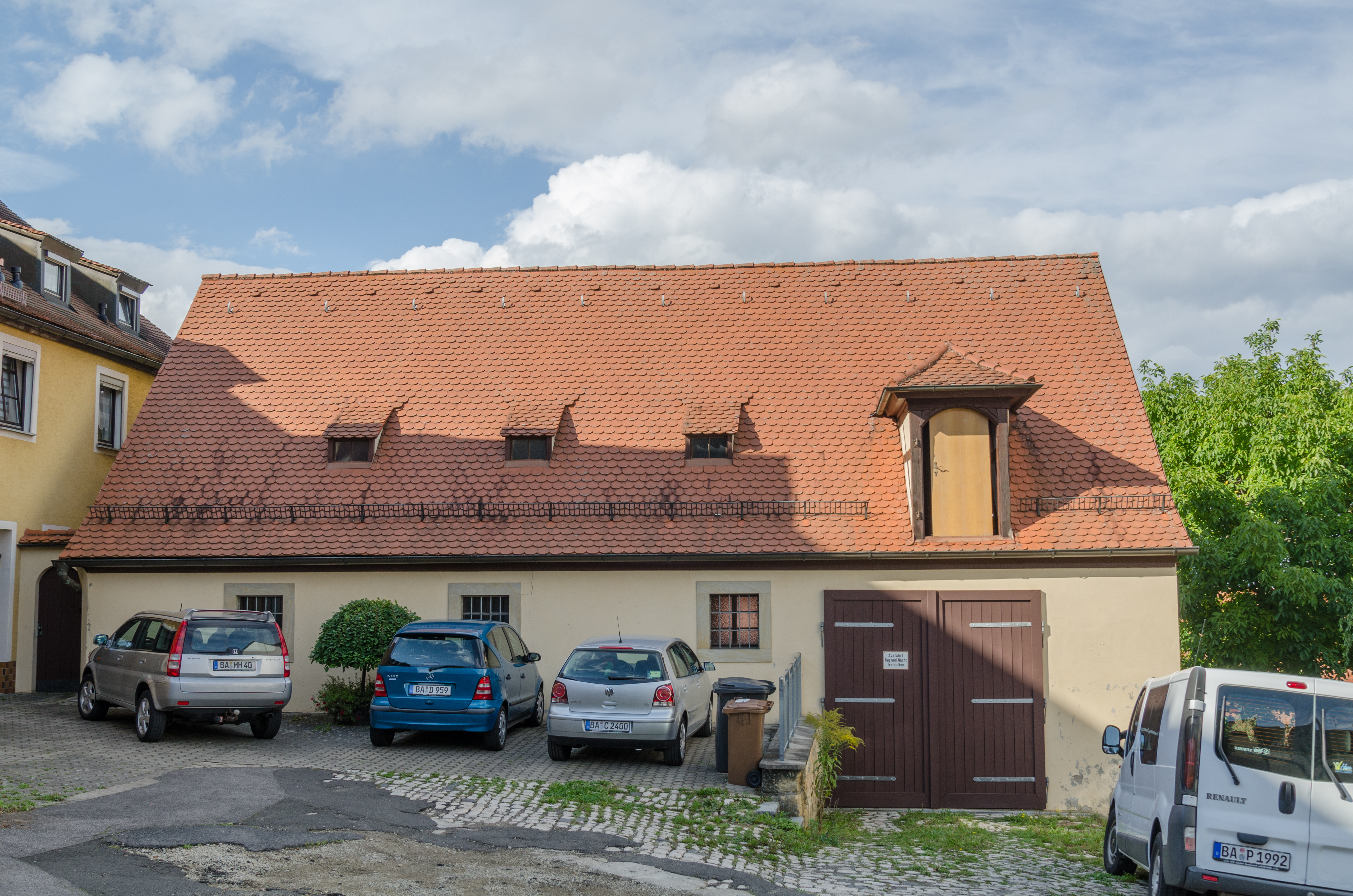
Schafscheune
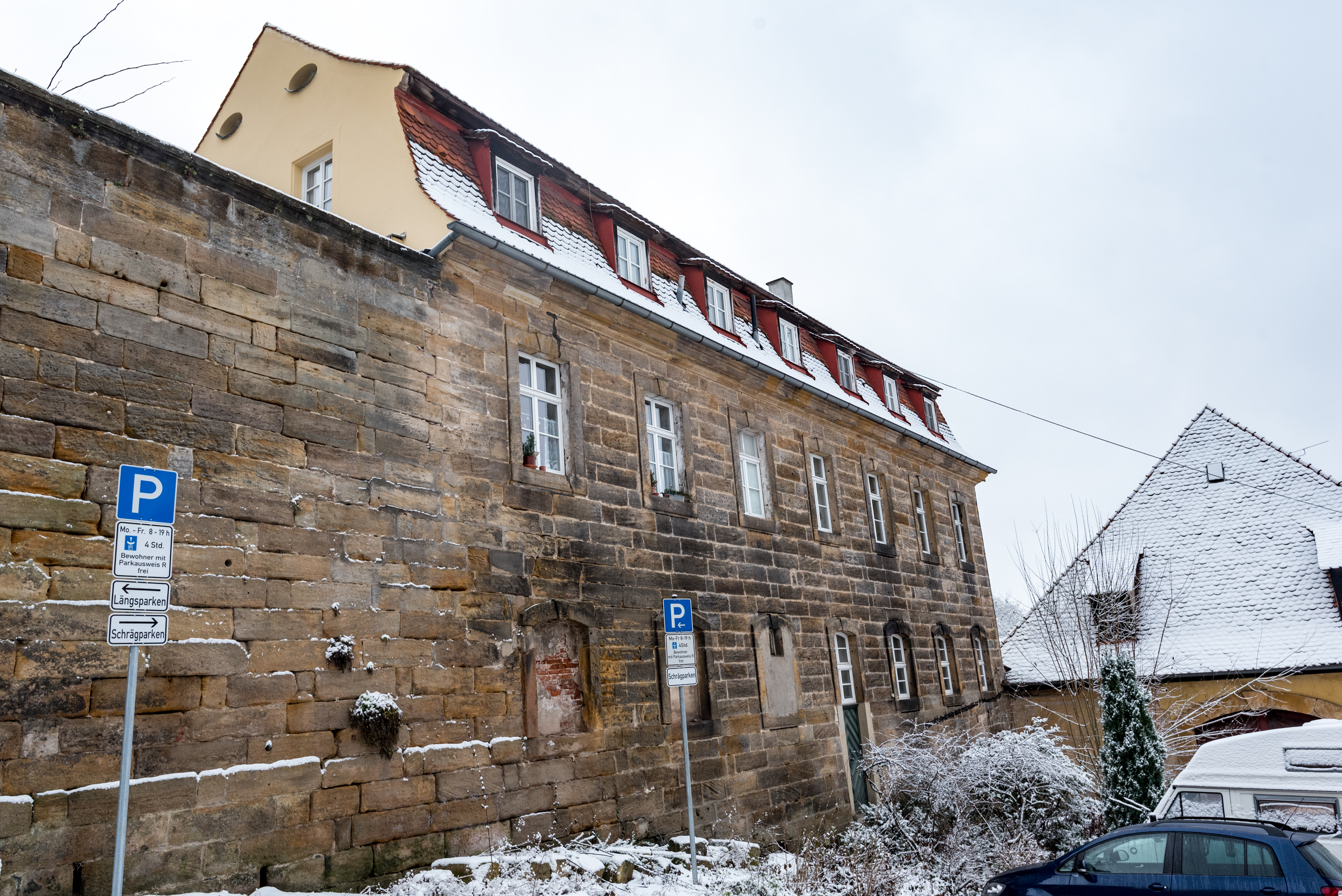
Ehemaliges klösterliches Waschhaus Ziegelhof 4

### Kreuzweg des Heinrich Marschalk von Ebneth zu Rauheneck von St. Elisabeth nach St. Getreu
Acht Stationen von der Elisabethkirche über die Aufseßstraße zur Benediktinerpropstei St. Getreu, sechs querrechteckige Sandsteinreliefs, die siebte Station in der als Heilig-Grab-Kapelle ausgestatteten ersten, nördlichen Langhauskapelle der Propsteikirche St. Getreu, 1503 von Heinrich Marschalk von Ebneth zu Raueneck gestiftet, Kreuzigungsgruppe und Heiliges Grab heute in der Kirche St. Getreu; vgl. ferner das in enger Beziehung zum Kreuzweg stehende Schmerzensmannrelief an St.-Getreu-Straße 2. Die erste Kreuzwegstation befindet sich im Gebiet der ehemaligen Bürgerlichen Bergstadt.

| Lage                                                                                           | Objekt                                                                                    | Beschreibung | Akten-Nr.                | Bild           |
| ---------------------------------------------------------------------------------------------- | ----------------------------------------------------------------------------------------- | --- | ------------------------ | -------------- |
| Obere Sandstraße 42; Sankt-Getreu-Straße 16; Aufseßstraße 2; Sankt-Getreu-Straße 14 (Standort) | Kreuzweg des Heinrich Marschalk von Ebneth zu Rauheneck von St. Elisabeth nach St. Getreu | Erste von acht Stationen, Jesus verlässt das Haus des Pilatus und wird zur Kreuzigung abgeführt | D-4-61-000-1159 Wikidata | weitere Bilder |
| Aufseßstraße (Standort)                                                                        | Kreuzwegstation                                                                           | Zweite von acht Stationen von der Elisabethkirche über die Aufseßstraße zur Benediktinerpropstei St. Getreu: Jesus begegnet seiner weinenden Mutter                                                                | D-4-61-000-1159 Wikidata | weitere Bilder |
| Aufseßstraße (Standort)                                                                        | Kreuzwegstation                                                                           | Dritte von acht Stationen von der Elisabethkirche über die Aufseßstraße zur Benediktinerpropstei St. Getreu: Simon von Cyrene hilft Jesus das Kreuz tragen                                                         | D-4-61-000-1159 Wikidata | weitere Bilder |
| Aufseßstraße (Standort)                                                                        | Kreuzwegstation                                                                           | Vierte von acht Stationen von der Elisabethkirche über die Aufseßstraße zur Benediktinerpropstei St. Getreu: Jesus begegnet den weinenden Frauen von Jerusalem                                                     | D-4-61-000-1159 Wikidata | weitere Bilder |
| Aufseßstraße 2 (Standort)                                                                      | Kreuzwegstation                                                                           | Fünfte von acht Stationen von der Elisabethkirche über die Aufseßstraße zur Benediktinerpropstei St. Getreu: Veronika reicht Jesus das Schweißtuch                                                                 | D-4-61-000-1159 Wikidata | weitere Bilder |
| Sankt-Getreu-Straße, an der Straße vor der Kirche (Standort)                                   | Kreuzwegstation                                                                           | Sechste von acht Stationen von der Elisabethkirche über die Aufseßstraße zur Benediktinerpropstei St. Getreu: Jesus stürzt unter der Last des Kreuzes                                                              | D-4-61-000-1221 Wikidata | weitere Bilder |
| Sankt-Getreu-Straße 16 (Standort)                                                              | Kreuzwegstation                                                                           | Siebte von acht Stationen von der Elisabethkirche über die Aufseßstraße zur Benediktinerpropstei St. Getreu, ursprünglich auf dem Friedhof vor der Kirche, seit 1873 in der Kirche St. Getreu : Kreuzigung Christi | D-4-61-000-1159 Wikidata | weitere Bilder |
| Sankt-Getreu-Straße 16 (Standort)                                                              | Kreuzwegstation                                                                           | Achte von acht Stationen von der Elisabethkirche über die Aufseßstraße zur Benediktinerpropstei St. Getreu: Beweinung Christi                                                                                      | D-4-61-000-1159 Wikidata | weitere Bilder |
| Sankt-Getreu-Straße 16 (Standort)                                                              | Kreuzwegstation                                                                           | Neunte Station: Grablegung Christi | D-4-61-000-1159 Wikidata | weitere Bilder |

### Abtsberg
| Lage                     | Objekt                                                          | Beschreibung | Akten-Nr.                | Bild                                           |
| ------------------------ | --------------------------------------------------------------- | --- | ------------------------ | ---------------------------------------------- |
| Abtsberg 2 (Standort)    | Zweigeschossige Etagenvilla                                     | Mit sich durchdringenden Walm- und Satteldächern, hangseits rustiziertes Kellergeschoss, gegliedert durch Erkertürmchen mit Pyramidendach, Risalit mit Sandsteinrelief (Halbfigur der Lourdes-Madonna), zweigeschossiger überdachter Holzlaube, 1910 von Daniel Fuchs | D-4-61-000-1870 Wikidata | Zweigeschossige Etagenvilla                    |
| Abtsberg 6 (Standort)    | Sogenannte Villa Fuchs, später Villa Weyermann                  | Zweigeschossiger Putzbau, massiv, zur Straße als Mansarddach mit Schopf erscheinendem Walmdach, Mittelrisalit mit Satteldach, 1901/02 von Daniel Fuchs als Walmdachbau für sich selbst errichtet, verändernder Umbau mit Erweiterungen nach Nordosten und Südwesten 1911 von Daniel Fuchs, vom Umbau durch Albin Strobel 1923 unter anderem die Mansarde, 2008/09 durch modernen Anbau nach Osten stark im Erscheinungsbild verändert Garten mit Wegenetz, Terrassen, Sitzecken, Brunnen, Gartenlauben und reichhaltiger Skulpturenausstattung aus Gussstein, ab 1901 angelegt, nach den Hausumbauten 1913 und 1923 verändert | D-4-61-000-1450 Wikidata | Sogenannte Villa Fuchs, später Villa Weyermann |
| Abtsberg 13 (Standort)   | Villa                                                           | Einfamilienhaus vom Typus des Sommer- bzw. Ferienhauses, eingeschossiger verputzter Massivbau auf quadratischem Grundriss, im Mansardwalmdach an drei Seiten Zwerchhäuser mit unterschiedlichen Dach- bzw. Giebelformen, gartenseitig Mittelrisalit, an zwei Ecken polygonale Standerker, Werkbundideen aufgreifender Neubarock, 1912 von Anton Fuchs für sich selber errichtet, kleine Veränderungen 1919 | D-4-61-000-1871 Wikidata | weitere Bilder                                 |
| Abtsberg 17 a (Standort) | Aus dem ehemaligen Kreilholz’schen Gartenhaus entwickelte Villa | Zweiteiliger zweigeschossiger Bau, an ein kleines, 1853 von Pankraz Baader erbautes Gartenhaus zunächst 1854 das bestehende Haus im Schweizerstil angefügt, Satteldachbau mit massivem Erdgeschoss und Fachwerkobergeschoss, Erweiterungen 1920/21 und 1928 durch Gustav Haeberle, zunächst der massive Mansardwalmdachbau mit Terrasse, auf dieser dann der Fachwerkanbau mit Pultdach | D-4-61-000-840 Wikidata  | BW                                             |

### Aufseßstraße
| Lage                      | Objekt       | Beschreibung | Akten-Nr.              | Bild           |
| ------------------------- | ------------ | --- | ---------------------- | -------------- |
| Aufseßstraße 2 (Standort) | Aufseesianum | Westflügel, dreigeschossiger Mansarddachbau, von Justus Heinrich Dientzenhofer, 1740; Ausbau zur Dreiflügelanlage erst 1873 und 1878/79 | D-4-61-000-45 Wikidata | weitere Bilder |

### Gumboldsleite
| Lage                        | Objekt         | Beschreibung | Akten-Nr.                | Bild           |
| --------------------------- | -------------- | --- | ------------------------ | -------------- |
| Gumboldsleite 12 (Standort) | Gartenpavillon | Holzkonstruktion mit Kreuzdach, um 1895; zur ehemaligen sich zwischen den benachbarten Anwesen erstreckenden Gartenanlage gehörig (vgl. Schweinfurter Straße 5 und 7) | D-4-61-000-1366 Wikidata | Gartenpavillon |

### Maienbrunnen
| Lage                         | Objekt                                           | Beschreibung | Akten-Nr.                | Bild           |
| ---------------------------- | ------------------------------------------------ | --- | ------------------------ | -------------- |
| Maienbrunnen 18 (Standort)   | Wohnhaus                                         | Zweigeschossiger Traufseitbau mit asymmetrischem Satteldach, Erdgeschoss massiv mit aufgeputzter Rustizierung, im Obergeschoss verputztes Fachwerk, im Kern wohl 17. Jahrhundert, 1860/65 umgebaut | D-4-61-000-899 Wikidata  | weitere Bilder |
| Maienbrunnen 24 (Standort)   | Doppelwohnhaus                                   | Zweigeschossiger langgestreckter Traufseitbau mit flach geneigtem Satteldach mit über älterem Kellereingang vorspringendem, dreigeschossigem Risalit, rückseitig zwei nach Westen verlaufende, niedrigere zweigeschossige Flügelbauten, massiv verputzt mit Ecklisenen und neugotischem Holzdekor im Maximilianstil, Bautypus im Schweizerstil, 1851–1855 von Georg II. Hofbauer für den Kaufmann Johann Baptist Ruppert in zwei Bauabschnitten neu errichtet | D-4-61-000-900 Wikidata  | weitere Bilder |
| Maienbrunnen 24 a (Standort) | Villa                                            | Freistehender giebelständiger Flachsatteldachbau, massives Erdgeschoss als Ziegelrohbau mit Eckquaderungen aus Sandstein, Kniestock in Fachwerk, Schweizerstil, 1891–1892, Dachterrasse mit eingeschossigem Wintergarten 1898 | D-4-61-000-1447 Wikidata | weitere Bilder |
| Nähe Maienbrunnen (Standort) | Ehemaliger Fischweiher des Klosters Michaelsberg | | D-4-61-000-1447 Wikidata | weitere Bilder |
| Maienbrunnen 34 (Standort)   | Eingeschossiger Satteldachbau                    | Über tonnengewölbtem Keller mit massiven Giebelwänden und verputztem Fachwerk, 15./16. Jahrhundert | D-4-61-000-1883 Wikidata | weitere Bilder |
| Nähe Maienbrunnen (Standort) | Maienbrunnen                                     | Muttergottesstatue aus Scheßlitzer Muschelkalk über muschelförmig gestalteter Brunnenschale, von niedriger halbrunder Stützmauer hinterfangen, 1928 von Johann Speth | D-4-61-000-901 Wikidata  | weitere Bilder |

### Michelsberg
| Lage | Objekt                                                                                               | Beschreibung | Akten-Nr.                | Bild           |
| --- | --- | --- | ------------------------ | -------------- |
| Michelsberg 1 (Standort) | Haus zur blauen Lilie, auch Maylandisches Haus                                                       | Zweigeschossiger traufständiger Putzbau mit Satteldach, massiv, verputzter Fachwerkgiebel, im Kern wohl 16. Jahrhundert, Obergeschoss frühes 18. Jahrhundert, Erdgeschoss 1864 verändert | D-4-61-000-1003          | weitere Bilder |
| Michelsberg 2 (Standort) | Hebedanz-Palais                                                                                      | Dreigeschossiger dreiflügeliger Mansardwalmdachbau mit Barockfassade, massiv, verputzt, mit Gliederungen in Sandstein, im Kern zweigeschossiger, um 1700 veränderten Baus mit zurückhaltend gegliederter Barockfassade mit Ecknutungen aus der Zeit der Aufstockung 1736–1737, wohl nach Plänen von Johann Jakob Michael Küchel | D-4-61-000-1004          | weitere Bilder |
| Michelsberg 3 (Standort) | Wohnhaus                                                                                             | Zweigeschossiger, traufständiger Mansarddachbau, massiv, verputzt, mit flacher Fassadendekoration, rückwärtig im Winkel angefügter Anbau mit Satteldach, 18. Jahrhundert, Umbauten 132 und zur Kleinkinderbewahranstalt 1896 | D-4-61-000-1005          | weitere Bilder |
| Michelsberg 4 (Standort) | Ehemaliges fürstbischöfliches Weinberghaus mit Kelter                                                | Traufständiger zweigeschossiger Satteldachbau, Erdgeschoss massiv, Obergeschoss in Fachwerk, verputzt, östlich risalitartiger Vorbau mit Zwerchgiebel, geohrte Fenster- und Türrahmungen, barock, 18. Jahrhundert, im Kern älter, Umbau nach der Säkularisation 1832                                                            | D-4-61-000-1006          | weitere Bilder |
| Nähe Michelsberg (Standort) | Hoftor                                                                                               | Korbbogig, Sandstein, 1822 | D-4-61-000-1006          | weitere Bilder |
| Michelsberg 5 (Standort) | Wohnhaus                                                                                             | Über ehemals zwei Parzellen errichteter traufständiger Satteldachbau, mit achsensymmetrisch aufgesetztem Zwerchhaus, Erdgeschoss massiv, Obergeschoss wohl verputztes Fachwerk, im Kern um 1600, heutiges Erscheinungsbild um 1720/30                                                                                           | D-4-61-000-1007          | weitere Bilder |
| Michelsberg 6 (Standort) | Hebedanz-Palais, ehemaliger Wirtschaftshof aus Marstall mit Wagenremise und Scheune, heute Wohnungen | Eingeschossige verputzte Massivbauten, Ecknutungen, Mansarddachbauten, 1738/39 von Johann Jakob Michael Küchel | D-4-61-000-1004          | weitere Bilder |
| Michelsberg 8 (Standort) | Wohngebäude                                                                                          | Zweigeschossiger, einseitig abgewalmter Satteldachbau, symmetrisch gegliederte Fassade mit Haustür in der Mittelachse, Putzbau mit Sandsteingliederungen, erstes Viertel 18. Jahrhundert, Hoftor Anfang 19. Jahrhundert, Umbau des Innern 1837                                                                                  | D-4-61-000-1009          | weitere Bilder |
| Michelsberg 8 e (Standort) | Villa Schröppel                                                                                      | Eingeschossiger Massivbau mit Mansardwalmdach, zur Straße reich durch Anbauten über hohem Sockel gegliedert, Standerker, Risalit mit Schweifgiebel, Treppenturm mit Zeltdach, Backstein verputzt mit Werksteingliederungen, historistisch, bezeichnet „1902“, von Gustav Haeberle                                               | D-4-61-000-1010          | weitere Bilder |
| Michelsberg 9 (Standort) | Ehemaliges Mietshaus, heute Gästehaus                                                                | Zweigeschossiger traufständiger Satteldachbau, wohl Fachwerk verputzt, mit ursprünglicher, vierfacher Teilung, 18. Jahrhundert, 1986/88 saniert | D-4-61-000-1011          | weitere Bilder |
| Michelsberg 10 e, an der Gartenmauer des ehemaligen Benediktinerklosters St. Michael, gegenüber Untere Sandstraße 34 (Standort) | Hofwaschbrunnen                                                                                      | Kleines rechteckiges Becken vor massigem klassizistischem Pfeiler, Sandstein, um 1788/90 | D-4-61-000-697 Wikidata  | weitere Bilder |
| Michelsberg 11 (Standort) | Wohnhaus                                                                                             | Zweigeschossiger traufständiger Satteldachbau mit Zwerchhaus, Fachwerk verputzt, Erdgeschoss mit vorgeblendeter Bänderrustika, Obergeschoss mit geohrten Fenstern, um 1720 | D-4-61-000-1013          | weitere Bilder |
| Michelsberg 15 (Standort) | Wohnhaus                                                                                             | Freistehender zweigeschossiger Mansardwalmdachbau, massiv, verputzt, achsensymmetrischer spätbarocker Fassadendekor mit Ecknutungen, geohrten Fenstern und Brüstungsschürzen unter den Obergeschossfenstern, drittes Viertel 18. Jahrhundert                                                                                    | D-4-61-000-1014          | weitere Bilder |
| Michelsberg 17 (Standort) | Wohngebäude                                                                                          | Zweigeschossiger breitgelagerter Bau mit einseitig abgewalmtem Satteldach, Erdgeschoss massiv, Obergeschoss in um 1930 freigelegtem konstruktivem Fachwerk, erstes Viertel 18. Jahrhundert | D-4-61-000-1015          | weitere Bilder |
| Michelsberg 19 (Standort) | Wohngebäude                                                                                          | Zweigeschossiger Bau mit einseitig abgewalmtem Satteldach, Erdgeschoss massiv, Obergeschoss mit freigelegtem konstruktivem Fachwerk, 1712 | D-4-61-000-1016          | weitere Bilder |
| Michelsberg 25 (Standort) | Wohnhaus                                                                                             | Über niveauausgleichendem Sockel zweigeschossiger traufständiger Satteldachbau, verputzter Massivbau, Straßenfront mit genuteten Ecklisenen und Felderdekoration, wohl 1717/18 errichtet, über der Haustür Statuen von Kaiser Heinrich II. und Kaiserin Kunigunde auf Konsolen, unter Muschelbaldachinen, Mitte 18. Jahrhundert | D-4-61-000-1017 Wikidata | weitere Bilder |
| Michelsberg 27 (Standort) | Sogenanntes Haus am Brunnen                                                                          | Eckwohnhaus, zweigeschossiger traufständiger Mansardwalmdachbau, mit schlicht dekorierten Fronten, rückseitig mit zweigeschossigem Flügel unter Walmdach, massiv, verputzt, entweder um 1750/58 von Maurer Johann Konrad Weiß, oder 1807 von Maurermeister Joseph Pfister, Umbauten 1882 und 1906                               | D-4-61-000-1018          | weitere Bilder |
| Michelsberg 29 (Standort) | Wohnhaus                                                                                             | Zweigeschossiger traufständiger Satteldachbau mit stumpfwinklig gebrochener Fassade, massiv, verputzt, Kernbau um 1700, Erweiterung um die beiden südlichen Achsen 1880 | D-4-61-000-939           | weitere Bilder |
| Michelsberg 31 (Standort) | Wohnhaus                                                                                             | Zweigeschossiger traufständiger Putzbau mit Satteldach, Erdgeschoss teils massiv, teils in Fachwerk, Obergeschoss in Fachwerk, nach 1695, um 1860 ausgebaut und mit gotisierenden Formen im Maximilianstil dekoriertMichelsberg 315 (Bamberg)                                                                                   | D-4-61-000-1019 Wikidata | weitere Bilder |
| Michelsberg 33 (Standort) | Wohnhaus                                                                                             | Zweigeschossiger traufständiger Mansarddachbau mit seitlichem Eingang, massiv, verputzt, um 1710/20, Erdgeschossumbauten letztes Viertel 19. Jahrhundert und 1925, mittlere Dachgaube 1934, Rückbau der Erdgeschossfassade vor 1990                                                                                             | D-4-61-000-940           | weitere Bilder |

### Ottobrunnen
| Lage                     | Objekt               | Beschreibung | Akten-Nr.                | Bild           |
| ------------------------ | -------------------- | --- | ------------------------ | -------------- |
| Ottobrunnen (Standort)   | Ottobrunnen          | Brunnenhaus in Form einer Feldkapelle, Sandsteinbau mit flachgeneigtem Satteldach, halbrund geschlossen mit klassizistischer Säulenädikulafront, 1836 unter Verwendung von Werksteinen mit spät- oder nachgotischen Maßwerkformen neu errichtet, mit Ausstattung | D-4-61-000-1168 Wikidata | weitere Bilder |
| Ottobrunnen 1 (Standort) | Ehemalige Bauscheune | Langgestreckter eingeschossiger Walmdachbau, massiv, verputzt, mit Werksteingliederung, 1751/52 vom damaligen Klosterbaumeister Conrad Fink, bauliche Veränderungen im Innern 1907; Teil des ehemaligen Ziegelhofs von St. Michael (vgl. auch dort)              | D-4-61-000-1353 Wikidata | weitere Bilder |

### Ottoplatz
| Lage                                                            | Objekt                                     | Beschreibung | Akten-Nr.                | Bild           |
| --------------------------------------------------------------- | ------------------------------------------ | --- | ------------------------ | -------------- |
| Ottoplatz 1; Schrottenberggasse 22; Nähe Michelsberg (Standort) | Ehemaliges Felseckersches Ökonomieinstitut | Freistehender zweigeschossiger Mansardwalmdachbau, massiv, verputzt, mit flacher Gliederung und Rahmungen in Sandstein, 1795–1796 errichtet, eingreifender Umbau mit Aufsetzen der mittleren Dachgaube 1922 Nebengebäude (Schrottenberggasse 22), eingeschossiger Mansardwalmdachbau in angeglichenen Formen massiv, verputzt, über mächtiger Böschungsmauer, 1821 als Backhaus errichtet und 1878/79 für Wohnzwecke umgebaut | D-4-61-000-1169 Wikidata | weitere Bilder |
| Ottoplatz 1, im Vorgarten (Standort)                            | Denkmal des Heiligen Otto                  | Sandsteinstatue auf Sockel, von Adam Christ und Philipp Dorsch um 1881 | D-4-61-000-1170 Wikidata | weitere Bilder |

### Sankt-Getreu-Straße
| Lage                              | Objekt                                                                                      | Beschreibung | Akten-Nr.                | Bild           |
| --------------------------------- | ------------------------------------------------------------------------------------------- | --- | ------------------------ | -------------- |
| Sankt-Getreu-Straße 3 (Standort)  | Ehemalige Direktorenvilla der Nervenklinik                                                  | Giebelständiger eingeschossiger Massivbau, verputzt mit Werksteingliederungen, Mansarddach mit im Halbwalm aufgesetzten Zwerchhäusern, Rundturm, neubarock, 1899 von Hans Jakob Erlwein | D-4-61-000-1866 Wikidata | weitere Bilder |
| Sankt-Getreu-Straße 13 (Standort) | Villa Remeis                                                                                | Zweigeschossiger verputzter Massivbau auf längsrechteckigem Grundriss mit flach geneigtem Walmdach, runder zweieinhalbgeschossiger Eckturm, im Kern Rundtempelchen von 1811, heute Turmuntergeschoss, von Georg III. Hofbauer 1872 zum Turm ausgebaut und um Anbau erweitert, dieser 1874 um zwei Fensterachsen nach Norden verlängert | D-4-61-000-1220 Wikidata | weitere Bilder |
| Sankt-Getreu-Straße 13 (Standort) | Ehemaliges Faulwettersches Gartenhaus                                                       | Zweigeschossiger, verputzter Massivbau im Schweizerstil, flach geneigtes Satteldach mit weitem Dachüberstand, giebelseitig hölzerner Balkon im Maximilianstil, 1853 erbaut, ab 1883 Küchengebäude | D-4-61-000-1220 Wikidata | weitere Bilder |
| Sankt-Getreu-Straße 13 (Standort) | Parkartige Gartenanlage                                                                     | 1876 ff. angelegt | D-4-61-000-1220 Wikidata | weitere Bilder |
| Sankt-Getreu-Straße 16 (Standort) | Ehemalige Benediktinerpropstei St. Getreu, Kirche                                           | Traufständiger viergliedriger turmloser barocker Massivbau, verputzt, mit schlichter Pilastergliederung, Langhaus, vierjochiger Wandpfeilerbau mit Satteldach, um 1652, leicht eingezogener Chor mit Satteldach von gleicher Firsthöhe, abermals eingezogene ehemalige Sakristei, Walmdach mit Glockendachreiter mit Zwiebelhaube, um 1733 von Justus Heinrich Dientzenhofer, vor der westlichen Giebelfront des Langhauses niedriger Sepulturanbau mit Mansardwalmdach 1738; mit Ausstattung | D-4-61-000-1221 Wikidata | weitere Bilder |
| Sankt-Getreu-Straße 14 (Standort) | Ehemalige Benediktinerpropstei St. Getreu, Propsteibau                                      | Quer zur Chorstirn mit auf St. Michael ausgerichtete Schaufront, über hohem Sockel zweigeschossiger Sandsteinquaderbau mit Mansardwalmdach, schlicht gegliederte Barockfassade mit Mittelrisalit, Kernbau, 1733–1735 von Justus Heinrich Dientzenhofer, 1738–1740 beidseitig verlängert | D-4-61-000-1221 Wikidata | weitere Bilder |
| Sankt-Getreu-Straße 16 (Standort) | Ehemalige Benediktinerpropstei St. Getreu, sogenannter Pavillon für Frauen der Nervenklinik | Nördlich an das Presbyterium anschließen, zweigeschossiger Walmdachbau über hohem geböschtem Sockelgeschoss, 1898 | D-4-61-000-1221 Wikidata | weitere Bilder |
| Sankt-Getreu-Straße 16 (Standort) | Ehemalige Benediktinerpropstei St. Getreu, sogenannter Festsaalbau                          | Nördlich des Propsteibaus mit Satteldach auf hangseitigem Untergeschoss, 1907/08, Festsaal 1933 erneuert | D-4-61-000-1221 Wikidata | weitere Bilder |
| Sankt-Getreu-Straße 16 (Standort) | Ehemalige Benediktinerpropstei St. Getreu, Einfriedung des östlich anschließenden Gartens   | | D-4-61-000-1221 Wikidata | weitere Bilder |
| Sankt-Getreu-Straße 16 (Standort) | Ehemalige Benediktinerpropstei St. Getreu, Säule mit kreuztragendem Christus                | im Kirchhof, am Sockel Inschrift, barock, bezeichnet „1714“ Nach Sanierung nicht mehr am alten Standort, nur noch Fundament sichtbar | D-4-61-000-1221 Wikidata | weitere Bilder |
| Sankt-Getreu-Straße 14 (Standort) | Ehemalige Benediktinerpropstei St. Getreu, sogenannte Brotmarter                            | Vor der Gartenmauer, kleine romanische Bündelsäule, 12. Jahrhundert und muschelbekröntes Bildhäuschen, Kopie von 1953 des Tabernakels des 17. Jahrhunderts | D-4-61-000-1221 Wikidata | weitere Bilder |
| Sankt-Getreu-Straße 18 (Standort) | Nervenklinik St. Getreu, ehemaliger Pavillon für Männer                                     | Breitgelagerter verputzter Massivbau aus drei gestaffelten Baukörpern mit Mittelrisalit, im östlichen Teil Mansardwalmdach mit Giebelgauben, der westliche mit abgewalmtem Satteldach, Straßenfront zweigeschossig, Rückseite über abfallendem Gelände dreigeschossig, neubarock, 1907/08 von Wilhelm Schmitz; vgl. ehemalige Benediktinerpropstei St. Getreu (St.-Getreu-Straße 14/16) | D-4-61-000-1224 Wikidata | weitere Bilder |
| Sankt-Getreu-Straße 41 (Standort) | Villa Falkenstein                                                                           | Zweigeschossiger Ziegel- und Fachwerkbau, flach geneigtes Walmdach, Holzerker, Satteldach des Eckrisalits mit verziertem Schwebegebinde, Schweizerstil, 1890 von Emmerich Goes | D-4-61-000-1392 Wikidata | weitere Bilder |

### Schweinfurter Straße
| Lage                              | Objekt                         | Beschreibung | Akten-Nr.                | Bild           |
| --------------------------------- | ------------------------------ | --- | ------------------------ | -------------- |
| Schweinfurter Straße (Standort)   | Sogenannte Rotenhansche Marter | Breiter Sockel (erneuert), Aufsatz mit Kreuzigungsrelief und Heiligendarstellungen an den Schmalseiten, Sandstein, gotisch, 1501       | D-4-61-000-1287 Wikidata | weitere Bilder |
| Schweinfurter Straße 5 (Standort) | Villa                          | Zweigeschossiger Krüppelwalmdachbau mit Schmuckgiebel, Neurenaissance, von Daniel Fuchs, 1891                                          | D-4-61-000-1288 Wikidata | weitere Bilder |
| Schweinfurter Straße 7 (Standort) | Villa                          | Zweigeschossiger vielgliedriger Bau mit einseitig abgewalmtem Satteldach, historistisches Fachwerkobergeschoss, von Daniel Fuchs, 1893 | D-4-61-000-1289 Wikidata | weitere Bilder |

### Storchsgasse
| Lage                      | Objekt                                                   | Beschreibung | Akten-Nr.                | Bild           |
| ------------------------- | -------------------------------------------------------- | --- | ------------------------ | -------------- |
| Storchsgasse 1 (Standort) | Wohnhaus                                                 | Zweigeschossiges traufständiges Satteldachhaus, massiv, verputzt, nach 1740 aufgestockt oder komplett neu errichtet | D-4-61-000-1338 Wikidata | weitere Bilder |
| Storchsgasse 2 (Standort) | Wohnhaus                                                 | Zweigeschossiger traufständiger Massivbau von 1836, Mansarddach 1904, Hausfigur, Anna-Selbdritt, um 1730 | D-4-61-000-1339 Wikidata | weitere Bilder |
| Storchsgasse 7 (Standort) | Wohnhaus                                                 | Kleines zweigeschossiges, traufständiges Satteldachhaus mit schlichter Fassade, Fachwerk verputzt, hofseits auskragender, hölzerner Obergeschosslaubengang, 1726                                                           | D-4-61-000-1340 Wikidata | weitere Bilder |
| Storchsgasse 8 (Standort) | Ehemaliges Vorstadtanwesen, heute Altenheim, Wohngebäude | Zweigeschossiger traufständiger Satteldachbau mit schlichter Putzgliederung, weitgehender Neubau von 1846 unter Beibehaltung und Verstärkung der Giebelseitenwände vom Ende des 17. Jahrhunderts, 1901 umfassend renoviert | D-4-61-000-1341 Wikidata | weitere Bilder |

### Ziegelhof
| Lage                   | Objekt   | Beschreibung                                                              | Akten-Nr.                | Bild           |
| ---------------------- | -------- | ------------------------------------------------------------------------- | ------------------------ | -------------- |
| Ziegelhof 1 (Standort) | Wohnhaus | Zweigeschossiger Mansardwalmdachbau, massiv, barockisierender Kubus, 1956 | D-4-61-000-1384 Wikidata | weitere Bilder |